# 24761 Ahau
24761 Ahau è un asteroide near-Earth. Scoperto nel 1993, presenta un'orbita caratterizzata da un semiasse maggiore pari a 1,3350107 au e da un'eccentricità di 0,3060981, inclinata di 21,91803° rispetto all'eclittica.
Il nome fa riferimento a Kinich Ahau, dio solare dei Maya.